# Campeonato Paulista de Futebol de 1932
O Campeonato Paulista de Futebol de 1932 foi a 20.ª edição do campeonato organizado pela APEA, jogado pelos clubes paulistas filiados a esta associação. É reconhecido como legítima edição do Campeonato Paulista de Futebol pela FPF.
Teve como campeão a equipe do Palestra Itália (atual Palmeiras). O título foi conquistado de forma invicta com 11 vitórias em 11 jogos com 100% de aproveitamento.
O Palestra foi campeão vencendo a Portuguesa por 3 a 0 com duas rodadas de antecedência.
O artilheiro foi Romeu Pellicciari (Palestra Itália), com 18 gols.

## História

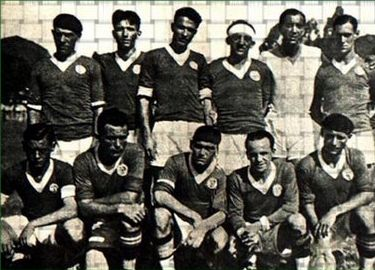
Equipe do Palestra Itália em 1932

Fato decisivo para o campeonato foi o início da Revolução Constitucionalista de 1932. O campeonato foi finalizado ao término do primeiro turno, pois a Guerra Civil inviabilizou sua continuação. Isto ajudou o Palestra Itália que liderava quando da paralisação, mas gerou muitos protestos principalmente do São Paulo, que via chances de alcança-lo no segundo turno.
O campeonato de 1932 foi o último Paulistão amador da história. A partir de 1933, a inevitável profissionalização de clubes e atletas consumou-se.
É também histórico o torneio pois os dois últimos fundadores do Paulistão e participantes do primeiro campeonato em 1902, Sport Club Germânia e Sport Club Internacional o disputam pela última vez.
O Germânia abandona o futebol de competição, e torna-se clube social de renome, e em 1942 passaria a se chamar Esporte Clube Pinheiros, formando grandes atletas e equipes em outros esportes.
O Internacional passa o próximo ano inativo e se junta em 1934 ao Antarctica Futebol Clube criando o Clube Atlético Paulista, que em 1938 seria absorvido pelo São Paulo Futebol Clube.

## Jogo do título
| 20 de novembro de 1932 | Portuguesa | 0–3           | Palestra Itália              | Rua Cesário Ramalho, SP             |
|                        |            | Ficha técnica | Avelino 25' · Romeu 30', 55' | Árbitro: Antônio Sotero de Mendonça |

Portuguesa: Valdemar; Raposo e Machado; Pixo, Barros e Xaxá; Teixeira, Dimas, Russinho, Pasqualino e Luna. Técnico: ?
Palestra Itália: Nascimento; Loschiavo e Junqueira; Tunga, Goliardo e Adolfo; Avelino, Romeu, Sandro, Lara e Imparato. Técnico: Humberto Cabelli
| Campeão Paulista de 1932    |
| --------------------------- |
| PALESTRA ITÁLIA (4º título) |

## Classificação final
| Classificação - Final | Classificação - Final | Classificação - Final | Classificação - Final | Classificação - Final | Classificação - Final | Classificação - Final | Classificação - Final | Classificação - Final | Classificação - Final |
| Time                  | Time                  | PG                    | J                     | V                     | E                     | D                     | GP                    | GC                    | SG                    |
| --------------------- | --------------------- | --------------------- | --------------------- | --------------------- | --------------------- | --------------------- | --------------------- | --------------------- | --------------------- |
| 1                     | Palestra Itália       | 22                    | 11                    | 11                    | 0                     | 0                     | 49                    | 8                     | 41                    |
| 2                     | São Paulo             | 17                    | 11                    | 8                     | 1                     | 2                     | 36                    | 13                    | 23                    |
| 3                     | Juventus              | 16                    | 11                    | 8                     | 0                     | 3                     | 31                    | 18                    | 13                    |
| 4                     | Germânia              | 11                    | 11                    | 4                     | 3                     | 4                     | 25                    | 32                    | -7                    |
| 5                     | Corinthians           | 10                    | 11                    | 5                     | 0                     | 6                     | 29                    | 28                    | 1                     |
| 6                     | Santos                | 10                    | 11                    | 5                     | 0                     | 6                     | 26                    | 31                    | -5                    |
| 7                     | Ypiranga              | 10                    | 11                    | 4                     | 2                     | 5                     | 27                    | 22                    | 5                     |
| 8                     | Portuguesa            | 10                    | 11                    | 4                     | 2                     | 5                     | 23                    | 26                    | -3                    |
| 9                     | São Bento             | 9                     | 11                    | 3                     | 3                     | 5                     | 22                    | 27                    | -5                    |
| 10                    | Sírio                 | 8                     | 11                    | 4                     | 0                     | 7                     | 19                    | 28                    | -9                    |
| 11                    | Atlético Santista     | 8                     | 11                    | 3                     | 2                     | 6                     | 22                    | 39                    | -17                   |
| 12                    | Internacional         | 1                     | 11                    | 0                     | 1                     | 10                    | 13                    | 50                    | -37                   |